# Myriophyllum pygmaeum
Myriophyllum pygmaeum är en slingeväxtart som beskrevs av Johannes Mattfeld. Myriophyllum pygmaeum ingår i släktet slingor, och familjen slingeväxter. Inga underarter finns listade i Catalogue of Life.